# スパイダー/少年は蜘蛛にキスをする
『スパイダー/少年は蜘蛛にキスをする』（原題: Spider）は、2002年制作のフランス・カナダ・イギリス合作の映画。
カンヌ国際映画祭正式出品作品。

## ストーリー
統合失調症を抱えたデニスは、社会復帰のため、ウィルキンソン夫人の家に世話になることになり、少年時代の思い出について書いていった。
少年時代、デニスは蜘蛛の話が大好きで、スパイダーとあだ名されていた。一方で彼の父はパブに足しげく通い、そこで知り合った娼婦と不倫関係に陥っていった。

## キャスト
| 役名                           | 俳優                     | 日本語吹替 |
| ------------------------------ | ------------------------ | ---------- |
| デニス・クレッグ（スパイダー） | レイフ・ファインズ       | 郷田ほづみ |
| クレッグ夫人                   | ミランダ・リチャードソン | 萩尾みどり |
| ビル・クレッグ                 | ガブリエル・バーン       | 菅生隆之   |
| 少年時代のスパイダー           | ブラッドリー・ホール     | 村上想太   |
| ウィルキンソン夫人             | リン・レッドグレイヴ     | 有馬瑞香   |
| テレンス                       | ジョン・ネヴィル         | 滝田裕介   |

## スタッフ
- 監督：デヴィッド・クローネンバーグ
- 脚本：デヴィッド・クローネンバーグ、パトリック・マグラア
- 原作：パトリック・マグラア

## 評価
レビュー・アグリゲーターのRotten Tomatoesでは136件のレビューで支持率は85%、平均点は7.50/10となった。Metacriticでは35件のレビューを基に加重平均値が83/100となった。